# Zagrebačka nogometna liga 1968./69.
Zagrebačka nogometna liga je bila liga četvrtog stupnja nogometnog prvenstva Jugoslavije za sezonu 1968./69. 
 
Sudjelovalo je 14 klubova, a prvak je bila "Dubrava" iz Zagreba.

## Ljestvica
| mj. | klub                        | ut. | pob. | ner. | por. | gol+ | gol- | bod |
| --- | --------------------------- | --- | ---- | ---- | ---- | ---- | ---- | --- |
| 1.  | Dubrava Zagreb              | 26  | 14   | 8    | 4    | 51   | 27   | 36  |
| 2.  | Mladost Zabok               | 26  | 13   | 6    | 7    | 48   | 31   | 32  |
| 3.  | OTJ Zagreb                  | 26  | 13   | 6    | 7    | 37   | 23   | 32  |
| 4.  | Borac Zagreb                | 26  | 12   | 4    | 10   | 52   | 44   | 28  |
| 5.  | Vatrogasac Zdenci Brdovečki | 26  | 10   | 7    | 9    | 39   | 31   | 27  |
| 6.  | TPK Zagreb                  | 26  | 12   | 3    | 11   | 48   | 43   | 27  |
| 7.  | Tekstilac Zagreb            | 26  | 9    | 8    | 9    | 49   | 39   | 26  |
| 8.  | Šparta – Vrapče             | 26  | 8    | 9    | 9    | 29   | 43   | 25  |
| 9.  | Mladost Buzin               | 26  | 11   | 2    | 13   | 53   | 50   | 24  |
| 10. | Lučko                       | 26  | 10   | 4    | 12   | 35   | 57   | 24  |
| 11. | Sava Zagreb                 | 26  | 9    | 4    | 13   | 38   | 38   | 22  |
| 12. | Trnje Zagreb                | 26  | 7    | 6    | 13   | 46   | 48   | 20  |
| 13. | Ponikve Zagreb              | 26  | 7    | 6    | 13   | 28   | 59   | 20  |
| 14. | Sloga Zagreb                | 26  | 9    | 1    | 16   | 39   | 55   | 19  |

- Vrapče – danas dio naselja Zagreb

## Rezultatska križaljka
| kratica | klub                        | BOR | DUB | LUČ | MLAB | MLAZ | OTJ | PON | SAVA | SLO | ŠPA | TEK | TPK | TRNJ | VAT |
| --- | --------------------------- | --- | --- | --- | ---- | ---- | --- | --- | ---- | --- | --- | --- | --- | ---- | --- |
| BOR | Borac Zagreb                |     |     |     |      |      |     |     |      |     |     |     |     |      |     |
| DUB | Dubrava Zagreb              |     |     |     |      |      |     |     |      |     |     |     |     |      |     |
| LUČ | Lučko                       |     |     |     |      |      |     |     |      |     |     |     |     |      |     |
| MLAB | Mladost Buzin               |     |     |     |      |      |     |     |      |     |     |     |     |      |     |
| MLAZ | Mladost Zabok               |     |     |     |      |      |     |     |      |     |     |     |     |      |     |
| OTJ | OTJ Zagreb                  |     |     |     |      |      |     |     |      |     |     |     |     |      |     |
| PON | Ponikve Zagreb              |     |     |     |      |      |     |     |      |     |     |     |     |      |     |
| SAVA | Sava Zagreb                 |     |     |     |      |      |     |     |      |     |     |     |     |      |     |
| SLO | Sloga Zagreb                |     |     |     |      |      |     |     |      |     |     |     |     |      |     |
| ŠPA | Šparta – Vrapče             |     |     |     |      |      |     |     |      |     |     |     |     |      |     |
| TEK | Tekstilac Zagreb            |     |     |     |      |      |     |     |      |     |     |     |     |      |     |
| TPK | TPK Zagreb                  |     |     |     |      |      |     |     |      |     |     |     |     |      |     |
| TRNJ | Trnje Zagreb                |     |     |     |      |      |     |     |      |     |     |     |     |      |     |
| VAT | Vatrogasac Zdenci Brdovečki |     |     |     |      |      |     |     |      |     |     |     |     |      |     |
| |                             |     |     |     |      |      |     |     |      |     |     |     |     |      |     |
| podebljan rezultat - utakmice od 1. do 13. kola (1. utakmica između klubova) rezultat normalne debljine - utakmice od 14. do 26. kola (2. utakmica između klubova) rezultat nakošen - nije vidljiv redoslijed odigravanja međusobnih utakmica iz dostupnih izvora rezultat nakošen i smanjen * - iz dostupnih izvora nije uočljiv domaćin susreta prekrižen rezultat - poništena ili brisana utakmica p - utakmica prekinuta 3:0 p.f. / 0:3 p.f. - rezultat 3:0 bez borbe |                             |     |     |     |      |      |     |     |      |     |     |     |     |      |     |

 Izvori: 

## Unutarnje poveznice
- Prvenstva Zagrebačkog nogometnog podsaveza
- Zagrebački nogometni podsavez
- Zagrebačka zona 1968./69.
- 1. A razred Podsaveza Zagreb 1968./69.